# 麻浦区庁駅
麻浦区庁駅（マポグチョンえき）は大韓民国ソウル特別市麻浦区城山洞にある、ソウル交通公社6号線の駅である。駅番号は620。

## 歴史
- 2000年12月15日 - ソウル特別市都市鉄道公社（当時）6号線の駅として開業。
- 2017年5月31日 - ソウル特別市都市鉄道公社とソウルメトロが統合され、ソウル交通公社の駅となる。

## 駅構造

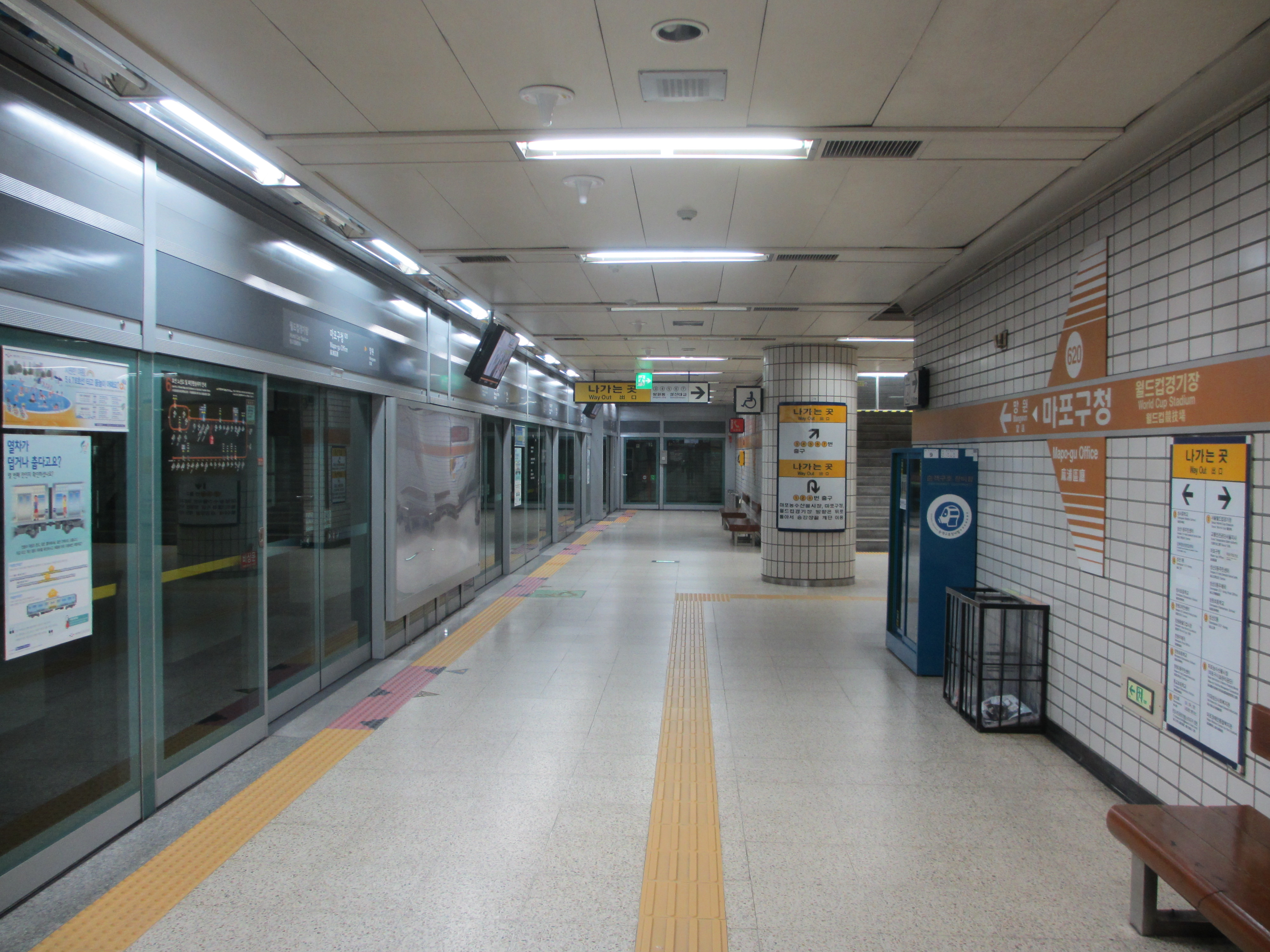
プラットホーム

相対式ホーム2面2線の地下駅。

### のりば
案内上ののりば番号は設定されていない。
| 上り | 6号線 | デジタルメディアシティ・鷹岩方面   |
| 下り | 6号線 | 合井・孝昌公園前・三角地・新内方面 |

## 利用状況
近年の一日平均利用人員推移は下記のとおり。なお、2000年は開業日の12月15日から12月31日までの17日間の平均である。
| 路線  | 路線     | 2000年 | 2001年 | 2002年 | 2003年 | 2004年 | 2005年 | 2006年 | 2007年 | 2008年 | 2009年 | 出典  |
| ----- | -------- | ------ | ------ | ------ | ------ | ------ | ------ | ------ | ------ | ------ | ------ | ----- |
| 6号線 | 乗車人員 | 5,783  | 9,000  | 10,507 | 11,071 | 11,675 | 12,127 | 12,432 | 12,523 | 13,017 | 13,766 | [ 1 ] |
| 6号線 | 降車人員 | 4,877  | 7,399  | 8,987  | 9,661  | 10,300 | 10,690 | 10,690 | 10,721 | 10,984 | 11,630 | [ 1 ] |
| 6号線 | 乗降人員 | 10,659 | 16,399 | 19,494 | 20,732 | 21,975 | 22,816 | 23,122 | 23,244 | 24,001 | 25,396 | [ 1 ] |
| 路線  | 路線     | 2010年 | 2011年 | 2012年 | 2013年 | 2014年 | 2015年 |        |        |        |        | [ 1 ] |
| 6号線 | 乗車人員 | 14,066 | 13,802 | 13,769 | 13,942 | 14,216 | 14,016 |        |        |        |        | [ 1 ] |
| 6号線 | 降車人員 | 11,874 | 11,823 | 11,929 | 12,015 | 12,263 | 12,204 |        |        |        |        | [ 1 ] |
| 6号線 | 乗降人員 | 25,940 | 25,626 | 25,698 | 25,957 | 26,479 | 26,220 |        |        |        |        | [ 1 ] |

## 駅周辺
- 麻浦区庁
- 城山1洞住民センター
- 麻浦区選挙管理委員会
- 城西中学校（朝鮮語版）
- 望遠2治安センター
- ソウル望遠初等学校（朝鮮語版）
- Woollimエンターテインメント
- 麻浦農水産物市場
- 望遠2洞住民センター
- 韓国交通安全公団（朝鮮語版） ソウル支社
- ソウル聖元初等学校（朝鮮語版）
- 漢江市民公園（朝鮮語版）望遠地区、蘭芝地区

## 隣の駅
ソウル交通公社
 6号線
ワールドカップ競技場駅 (619) - 麻浦区庁駅 (620) - 望遠駅 (621)